# Cratere Aelia
Aelia è un cratere sulla superficie di 4 Vesta.